# Thiện Thiện

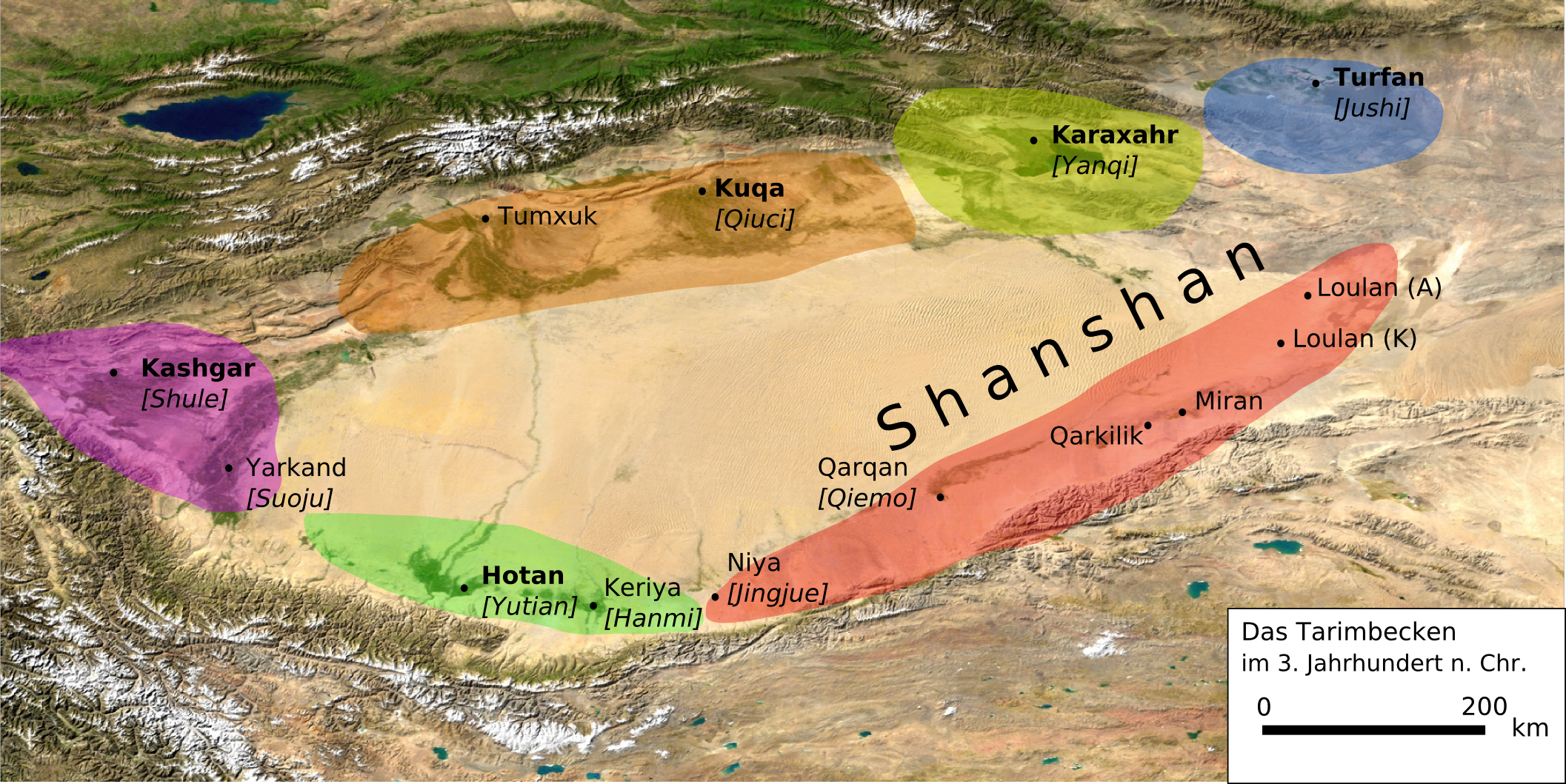
Lòng chảo Tarim vào thế kỷ 3, Thiện Thiện được biểu thị với tên "Shanshan"

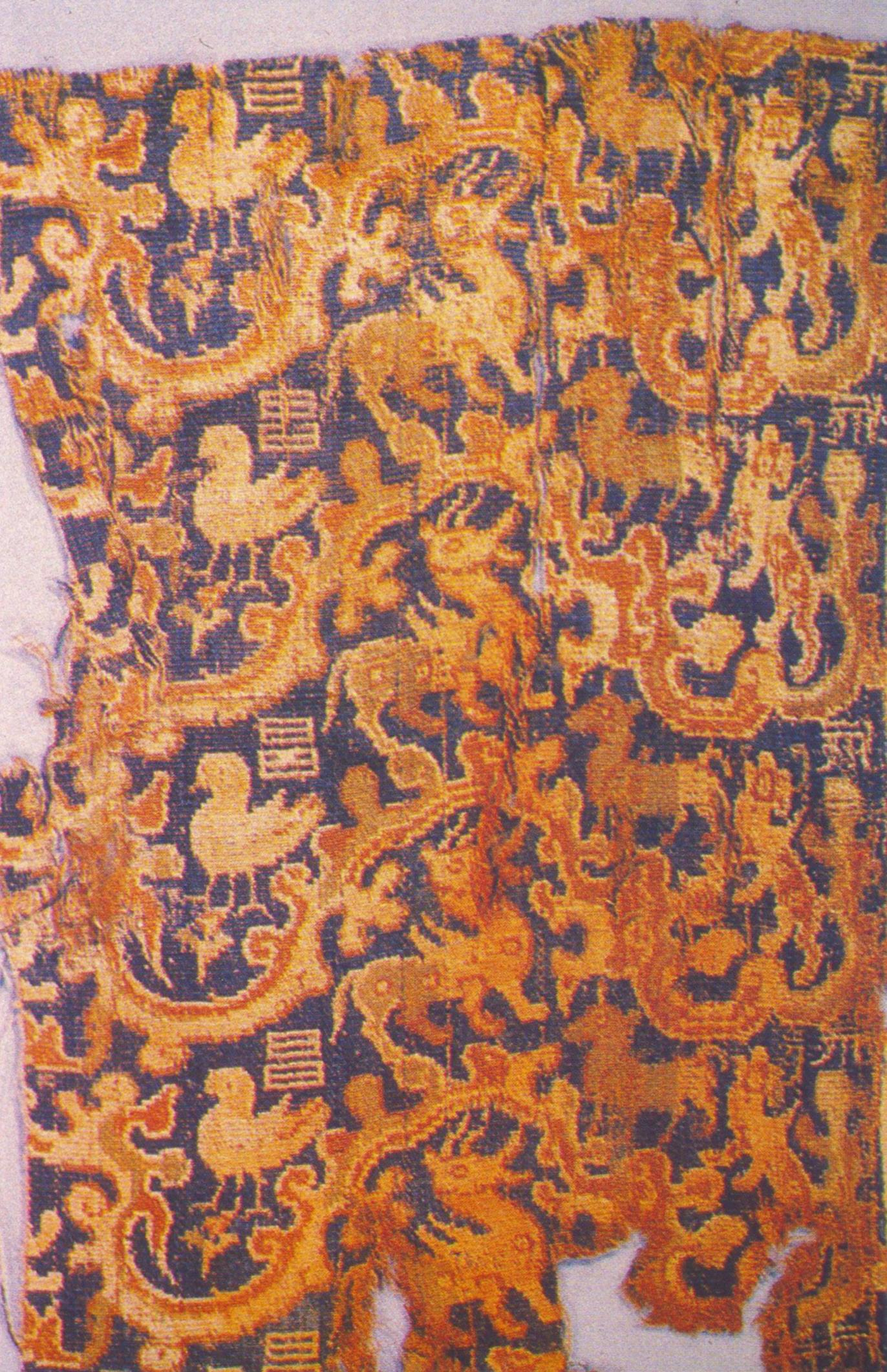
mảnh lụa Lâu Lan

Thiện Thiện (tiếng Trung: 鄯善; bính âm: Shànshàn; tiếng Uyghur: پىچان, đã Latinh hoá: Pichan, n.đ. 'Piqan') là một vương quốc từng tồn tại khoảng từ năm 200 TCN-1000 ở rìa đông bắc sa mạc Taklamakan. Vương quốc có hồ Lop Nur, một hồ nước mặn lớn song ngày nay nó hầu như đã khô cạn.
Năm 126 TCN, sứ thần Trung Quốc là Trương Khiên (張騫) đã mô tả Lâu Lan là một thành vững chắc gần Lop Nur.
Năm 77 TCN, sứ thần Trung Quốc là Phó Giới Tử (傅介子) giết chết vua Lâu Lan là An Quy (安歸). Vương quốc này sau đó trở thành một nước bù nhìn của nhà Hán và được đổi tên thành Thiện Thiện, với vị vua được nhà Hán dựng lên là Úy Đồ Kỳ (尉屠耆). Vị vua mới được lập đề nghị nhà Hán cử quân đóng tại Y Tuần (伊循), do lo sợ sự trả thù từ phía các con của vị vua bị ám sát. Quân đội nhà Hán vì thế đã chiếm đóng khu vực này.
Vương quốc Thiện Thiện bao gồm một thành Lâu Lan chiến lược có tường bao bọc gần góc tây bắc của Lop Nur, gần đó là dòng chảy của sông Tarim vào Lop Nur. Di chỉ Lâu Lan bao phủ 10,8 ha (26,8 mẫu Anh) với một tượng Phật cao khoảng 10 mét (33 ft), một số ngôi nhà và mương máng thủy lợi.
Do có vị trí nằm trên tuyến đường chính từ Trung Nguyên sang Tây Vực, kiểm soát cả tuyến đường phía nam giữa Đôn Hoàng và Khotan, là tuyến đường chính của Con đường tơ lụa từ Đôn Hoàng tới Korla Kucha và Kashgar vào thời Tây Hán và Đông Hán nên nhà Hán và Hung Nô thường xuyên xung đột với nhau để kiểm soát vương quốc. Hán thư thuật lại: "nó nằm gần với Hán và phải đối mặt với các đống đất Bạch Long. Người dân địa phương thiếu nước và đồng cỏ, và thường phải đi xa để lấy nước. Ngoài ra, vương quốc thường xuyên bị cướp phá, bị trách phạt hoặc bị tàn phá bởi các viên quan hay binh lính và nhận thấy đất nước không có lợi khi giữ tiếp xúc với Hán. Về sau nhà nước này lại tiến hành do thám cho Hung Nô, thường chặn và giết chết các sứ thần Hán." Hung Nô nhiều lần giao tranh với người Hán để kiểm soát khu vực cho đến khi bước vào thế kỷ 2, và được Ngụy lược (魏略) thuật lại là một vương quốc độc lập.
Theo sử sách, vào giai đoạn khoảng năm 25 Thiện Thiện liên minh với Hung Nô. Năm 73, tướng Hán là Ban Siêu tới Thiện Thiện với một đội quân nhỏ 36 người, được Thiện Thiện vương tên là Quang tiếp đón trang trọng nhưng ngày hôm sau lại đột nhiên lãnh đạm do một đoàn sứ thần của Hung Nô vừa tới. Ban Siêu triệu tập binh sĩ cùng nhau uống rượu và nói với họ "bất nhập hổ huyệt, yên đắc hổ tử" (不入虎穴,焉得虎子 = "chẳng vào hang hổ, sao bắt được hổ con"); nhân ban đêm tập kích, phóng hóa, chém giết toàn bộ đoàn sứ thần Hung Nô trên 100 người để dâng đầu của đoàn sứ thần này cho Thiện Thiện vương, làm cho ông ta phải cam kết thần phục nhà Hán.
Một đội quân đồn trú gồm 1.000 lính được nhà Hán lập ra tại Lâu Lan vào năm 260. Nơi này bị bỏ hoang vào năm 330 do thiếu nước khi nguồn nước cung cấp nước chính là sông Tarim đổi dòng, quân đồn trú buộc phải di chuyển 50 km về phía nam để đến Hải Đầu (海頭). Thành Doanh Bàn (营盘) ở phía tây bắc vẫn nằm dưới quyền kiểm soát của người Hán cho đến thời nhà Đường.
Nhà sư hành hương Trung Quốc là Pháp Hiển (法顯), đã ở lại Thiện Thiện trong một tháng sau chuyến đi kéo dài 17 ngày từ Đôn Hoàng vào năm 399. Ông đã mô tả vương quốc này là "gồ ghề và đồi núi, với một lớp đất đai mỏng và cằn cỗi. Trang phục của dân thường là vải thô, và giống như trang phục trên đất Hán, một số mặc đồ nỉ và vải xéc thô khác.... Nhà vua ban hành luật lệ, và tại vương quốc này có thể có trên bốn nghìn sư tăng, tất cả đều tu học Tiểu thừa.... (các sư tăng)...đều tu học bằng sách chữ Phạn và tiếng Phạn."
Tuy nhiên, từ thế kỷ 5 trở đi, vùng đất này thường xuyên bị các sắc dân du mục như Thổ Dục Hồn, Nhu Nhiên và Đinh Linh xâm lược, và vì thế nó dần dần bị bỏ rơi. Đến mùa xuân năm 442, Thư Cừ An Chu đưa dân tàn dư của Bắc Lương xâm lược Thiện Thiện, quốc vương Thiện Thiện phải chạy trốn đến Thả Mạt, và sau đó Thiện Thiện được cai quản từ Thả Mạt.
Khoảng năm 630 (bắt đầu thời nhà Đường), những người Thiện Thiện còn lại, dưới sự lãnh đạo của Thiện Phục Đà (鄯伏陁), đã di cư đến Cáp Mật tại vùng phía Bắc. Nhà sư Huyền Trang đã đi qua khu vực này vào năm 644 khi từ Thiên Trúc trở về Đại Đường, ông đã đến một thị trấn được gọi là Nạp Phược Ba (納縛波, được cho là Charklik), tức Lâu Lan, và ông cũng viết về Thả Mạt: "Tồn tại một thành quách, song không có dấu hiệu của một người nào".